# Nexus (애니메이션 제작사)
주식회사 Nexus(넥서스, 일본어: 株式会社Nexus)는 일본의 애니메이션 제작사다.

## 역사
활동 정지된 미나미마치부쿄쇼에서 독립한 애니메이터 묘우친 우사쿠와 연출·촬영 감독 히로오카 가쿠가 설립한 주식회사 아스텔리즘을 모체로 하고, 비 트레인을 거쳐 주요 거래처인 A-1 Pictures에서 제작을 맡은 나카무라 히로시가 경영에 가담해 2012년 설립했다. 설립 초기에는 제작 협력으로서 A-1 Pictures, SILVER LINK., P.A.WORKS 제작의 여러 작품의 촬영, 제작을 중심으로 활동했다.
2014년 단편 영화 작품 《산타 컴퍼니》에서 첫 원청 제작을 맡았고, 이듬해 2015년 첫 TV 애니메이션 원청 작품 《와카바*걸》을 제작했다.

## 작품

### 텔레비전 애니메이션
- 와카바*걸 (2015년)
- 낙제 기사의 영웅담 (2015년, 공동 제작: SILVER LINK.)
- 코믹 걸즈 (2018년)
- 그란벨름 (2019년)
- 다윈즈 게임 (2020년)
- 어둠의 실력자가 되고 싶어서! (2022년)

### 극장 애니메이션
- 산타 컴퍼니 (2014년)